# ウォルター・ザービアック
ウォルター・ザービアック（Walter Szczerbiak 1949年8月21日 - ）は、ドイツのハンブルク出身のアメリカ合衆国の元・バスケットボール選手。
息子のウォーリー・ザービアックもバスケットボール選手。
2008年2月3日、半世紀以上にわたるユーロリーグ史上の偉大な50人の貢献者の1人に選出された。

## 経歴
ジョージ・ワシントン大学を卒業後、1971年のNBAドラフト4巡全体65番目でフェニックス・サンズから指名を受けたがロースターに残れなかった。同年のABAドラフトでダラス・チャパラルズ（現サンアントニオ・スパーズ）から3巡で指名を受けており、本来は交渉権を持っていたチャパラルズへの入団は希望せず、同じABAのピッツバーグ・コンドルズのキャンプにジェリー・コランジェロの口利きで参加し所属した。コンドルズが消滅した際のドラフト7位でケンタッキー・カーネルズに指名されたが、ビル・チェンバレンを指名したチームから解雇された。
レアル・マドリード・バロンセストに在籍した1974年、1978年、1980年の欧州チャンピオンズカップで優勝を果たしている。インターコンチネンタルカップでも3回優勝しており、1977年大会のMVPに選ばれた。